# Farkas Lajos (ügyvéd)
Losonci Farkas Lajos (Komárom, 1806. július 28. – 1873) könyvgyűjtő, történetíró, ügyvéd.

## Élete
Közalapítványi igazgatósági tiszteletbeli ügyvéd és régiségbúvár volt. A Tudomány-Tár I. kötetét ismertette a Tudományos Gyűjteményben (1835. V.). Halála után gyűjteményét az Országos Széchényi Könyvtár vásárolta meg. Hagyatékával 14 kódex került a közgyűjteménybe, mely 1386 kötet nyomtatványt és 223 kéziratot tett ki és melyet 7500 forintért vásároltak.

## Művei
- 1826 Dissertatio histor. eccles. critica de origine ac principiis, fatis item ac progressibus theologiae... (kézirat, 1837-es másolata a Magyar Nemzeti Múzeumban volt)
- 1838 Hasznos Mulatságok 1838/1, 52-60.
- 1849 Ein merkwürdiges Manuscript aus dem XII. Jahrhundert. Pester Zeitung 1849. augusztus 11.